# ロガテツ (ノトランスカ)
ロガテツ（Logatec, ドイツ語: Loitsch）は、スロベニアの市である。
シュタイェルスカ地方の市Rogatecは、ロガテツ (シュタイェルスカ)を参照。